# Turó de la Roca de Migdia
El Turó de la Roca de Migdia és una muntanya de 1.232,3 metres del terme municipal de Conca de Dalt, a l'antic terme de Toralla i Serradell, del Pallars Jussà, en terres del poble de Toralla.
Està situat a la Serra de Sant Salvador, al vessant nord, al límit de migdia de la vall del riu de Serradell. És al nord-est del cim de Santes Creus, al sud-est de Serradell i a ponent de Toralla. Té a llevant seu el Turó de la Roca Dreta i al nord-est l'Arreposador i la Cova de Toralla.